# Campylorhynchus jocosus
La matraca del Balsas o ratona balseña (Campylorhynchus jocosus) es una especie de ave paseriforme de la familia Troglodytidae. Es endémica de México. Su hábitat natural son las zonas de matorral tropical y subtropical.